# Photoelektrische Messverfahren
Photoelektrische Messverfahren sind die wichtigsten und am häufigsten verbreiteten Messsysteme, die die Koordinaten für die Steuerung der Arbeitsvorgänge von Werkzeugmaschinen liefern. Man unterscheidet Auf- und Durchlichtverfahren. Mit Hilfe dieser Messverfahren werden Strecken und Distanzen und deren Veränderung in der Zeit gemessen. 

## Durchlichtverfahren
Das Durchlichtverfahren besteht im Wesentlichen
- aus einer Lichtquelle – meist eine LED wegen der höheren Lebensdauer und geringerer Wärmeausstrahlung
- einem Kondensor – der das Licht gleichmäßig ausrichtet
- einer Abtastplatte – die das abzutastende Muster durch Aussparungen vorgibt
- einem genauen Maßstab – meist Glas wegen geringerer Wärmeausdehnung und höhere Genauigkeit
- und den Photoelementen – deren Anordnung dem Muster der Abtastplatte entspricht.

Die Funktion entspricht der einer Lichtschranke. Das ausgerichtete Licht fällt über das Muster der Abtastplatte durch die Teilungen und Referenzmarken des Maßstabes auf die Fotoelemente. Durch eine Relativbewegung des Maßstabes wird das Licht immer wieder unterbrochen, es entstehen Lichtschwankungen auf den Photoelementen, die elektrisch verarbeitet werden.

## Auflichtverfahren
Bei dem Auflichtverfahren läuft es ähnlich. Der wesentliche Unterschied besteht darin, dass die auf dem Maßstab auftreffenden Lichtstrahlen reflektiert werden und über Abtastplatte und Kondensor zu den Fotoelementen gerichtet werden. Vorteil des Auflichtverfahrens ist eine kompaktere Bauweise und ein niedrigerer Preis.

## Eigenschaften
Vorteil der fotoelektrischen Messsysteme sind hohe Genauigkeit bei gleichzeitiger Kosteneffizienz. Ein Nachteil ist die Schmutz- und Vibrationsempfindlichkeit.
Die Verfahren erreichen eine relativ hohe Genauigkeit von 0,1 µm. Die  Glasmaßstäbe werden für Maschinen mit höchsten Anforderungen an die Genauigkeit wie z. B. Messmaschinen mit einer Teilungsperiode von 10 µm hergestellt. Bei gleichmäßiger Bewegung beschreibt das entstehende Signal eine Sinuskurve. Durch die Abschnittsanalyse von hunderten Abschnitten einer bekannte Kurve ist eine Gesamtauflösung von 0,1 µm erreichbar.